# Gladiolus brevifolius
Gladiolus brevifolius es una especie de gladiolo que se encuentra en Sudáfrica.  

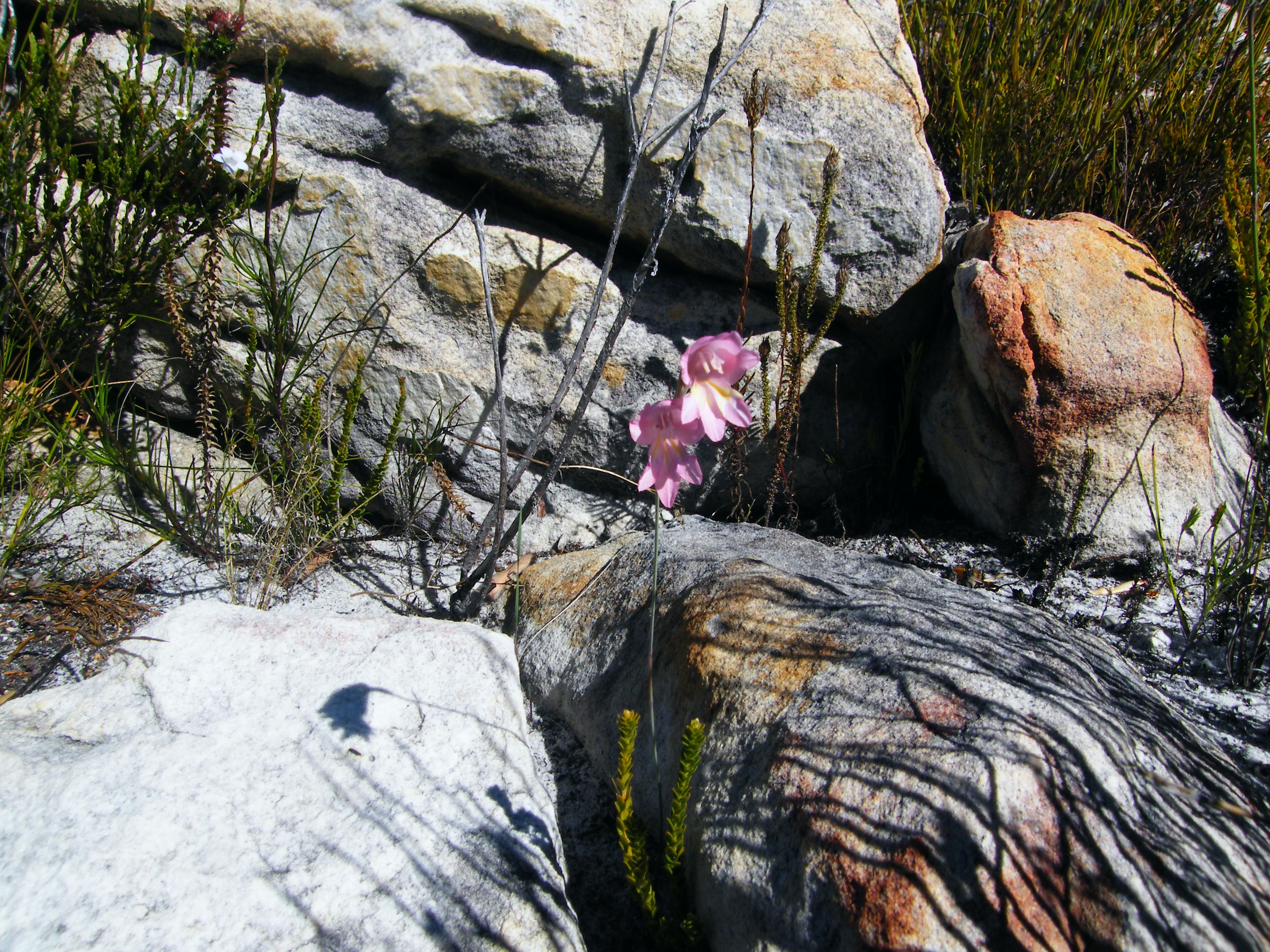
En su hábitat

## Descripción
Gladiolus brevifolius es una planta herbácea perennifolia, geofita que alcanza un tamaño de 0.15 - 0.45 m de altura. Se encuentra a una altitud de 100 - 915 metros.
Florece en otoño antes de producir las hojas y tiene pequeñas flores de color rosa,  grises o de color marrón con manchas amarillas en los tépalos inferiores. Se encuentra en la piedra arenisca y laderas de esquisto en el norte y el suroeste de la Provincia Occidental del Cabo.

## Taxonomía
Gladiolus brevifolius fue descrita por  Nikolaus Joseph von Jacquin y publicado en Collectanea 4: 156 1791.
Etimología
Gladiolus: nombre genérico que se atribuye a Plinio y hace referencia, por un lado, a la forma de las hojas de estas plantas, similares a la espada romana denominada "gladius". Por otro lado, también se refiere al hecho de que en la época de los romanos la flor del gladiolo se entregaba a los gladiadores que triunfaban en la batalla; por eso, la flor es el símbolo de la victoria.
brevifolius: epíteto latíno que significa "con hojas cortas".
Sinonimia
- Antholyza brevifolia (Jacq.) Steud.
- Gladiolus amoenus Roem. & Schult.
- Gladiolus andrewsii Klatt
- Gladiolus aphyllus (Thunb.) Ker Gawl.
- Gladiolus brevicollis Klatt	Synonym	H
- Gladiolus carneus Andrews
- Gladiolus festivus Herb.
- Gladiolus orobanche DC.
- Gladiolus spilanthus Spreng. ex Klatt
- Gladiolus tristis var. aphyllus Thunb.
- Gladiolus tristis var. ruber Thunb.[7][8]